# DOVE (バンド)
DOVE（ダヴ）は、日本のロックバンド。

## 略歴
1984年に前身のバンドTHE FUZZを結成。
1987年CBSソニーオーディショングランプリ受賞。

1988年8月、EPICソニーに同名のバンドがいたため、バンド名をDOVEに改名。
1989年6月21日1stアルバム「DOVE」にてCBSソニーよりデビュー。

1992年解散。
2019年5月18日、オリジナルメンバーである山本、未来に加え、ギタリストの加藤健一が参加し、一夜限りの再結成ライブが行われた。
PAは爆音で知られる、株式会社サウンドマン佐々木氏が担当。

## メンバー
|                                         | 担当             | 備考                                                 |
| --------------------------------------- | ---------------- | ---------------------------------------------------- |
| Yanz（山本 秀史） （やまもと ひでふみ） | ボーカル／ベース |                                                      |
| 後藤 孝顕 （ごとう たかあきら）         | ギター           | 1988年8月加入。 解散後はISIS、the cimons、MONOで活動 |
| 未来 淳史 （みき あつし）               | ドラムス         |                                                      |

## ディスコグラフィ

### ビデオ
- LIVE TOUR '91 metamorphosis（1991年12月12日）

### コンプリートBOX
- All about DOVE（2017年6月13日）